# Sophia Vossou
Sophia Vossou (griechisch Σοφία Βόσσου; * 5. Dezember 1961 in Patras) ist eine griechische Sängerin und Moderatorin.

## Leben und Wirken
Sie wuchs in Athen auf, wo sie auch Musik studierte. Erste größere Aufmerksamkeit erreichte sie 1984 mit ihrem Sieg beim Songfestival Thessaloniki. 1987 erschien ihr Debütalbum im Pop-Rock-Stil. Eine Jury wählte sie zum griechischen Beitrag beim Eurovision Song Contest 1991 mit dem Popsong I Anixi. Sie landete auf Platz 13.
In den 2000er Jahren war sie überwiegend als Radiomoderatorin tätig.

## Diskografie

### Singles (Auswahl)
- 1986: To Filaraki
- 1991: I Anixi
- 1996: Den Metaniono (mit Manolis Lidakis)
- 2000: Tha Me Zitas (mit Panos Kiamos)
- 2014: Anoixi (mit Demy)